# Черепинська сільська рада (Корсунь-Шевченківський район)
Чере́пинська сільська́ ра́да — адміністративно-територіальна одиниця та орган місцевого самоврядування в Корсунь-Шевченківському районі Черкаської області. Адміністративний центр — село Черепин.

## Загальні відомості
- Населення ради: 1 335 осіб (станом на 2001 рік)

## Населені пункти
Сільській раді підпорядковані населені пункти:
- с. Черепин
- с. Вільхівчик
- с. Карашина

## Склад ради
Рада складається з 16 депутатів та голови.
- Голова ради: Пархоменко Анатолій Сергійович
- Секретар ради: Катеруша Наталія Дмитрівна

### Керівний склад попередніх скликань
| Прізвище, ім'я, по батькові    | Основні відомості                                                                       | Дата обрання | Дата звільнення |
| ------------------------------ | --------------------------------------------------------------------------------------- | ------------ | --------------- |
| Пархоменко Анатолій Сергійович | Сільський голова, 1966 року народження, освіта вища, член Соціалістичної партії України | 26.03.2006   | 31.10.2010      |
| Пархоменко Анатолій Сергійович | Сільський голова, 1966 року народження, освіта вища, безпартійний                       | 31.10.2010   |                 |

Примітка: таблиця складена за даними сайту Верховної Ради України

### Депутати
За результатами місцевих виборів 2010 року депутатами ради стали:

#### За суб'єктами висування
| Суб'єкт висування                 | Кількість обраних депутатів | %    |
| --------------------------------- | --------------------------- | ---- |
| Самовисування                     | 6                           | 37,5 |
| Соціалістична партія України      | 5                           | 31,3 |
| Партія регіонів                   | 4                           | 25   |
| Політична партія «Сильна Україна» | 1                           | 6,3  |

#### За округами
| № округу                          | Прізвище, ім'я, по батькові     | Дата визнання обраним | Освіта  | Партійна приналежність                  | Відомості про обраного депутата              |
| --------------------------------- | ------------------------------- | --------------------- | ------- | --------------------------------------- | -------------------------------------------- |
| Партія регіонів                   |                                 |                       |         |                                         |                                              |
| 2                                 | Катеруша Наталія Дмитрівна      | 01.11.2010            | вища    | член Партії регіонів                    | Черепинська с/рада, секретар                 |
| 4                                 | Овчаренко Василь Григорович     | 01.11.2010            | середня | член Партії регіонів                    | Черепинський НВК, двірник                    |
| 11                                | Мальченко Ірина Іванівна        | 01.11.2010            | вища    | член Партії регіонів                    | Карашинська сільська бібліотека, завідувачка |
| 13                                | Карпович Олексій Васильович     | 01.11.2010            | вища    | член Партії регіонів                    | СТОВ АФ «Корсунь», начальник служби охорони  |
| Політична партія «Сильна Україна» |                                 |                       |         |                                         |                                              |
| 8                                 | Тимошенко Віктор Петрович       | 01.11.2010            | середня | член Політичної партії «Сильна Україна» | приватний підприємець                        |
| Соціалістична партія України      |                                 |                       |         |                                         |                                              |
| 3                                 | Трутень Сергій Миколайович      | 01.11.2010            | середня | член Соціалістичної партії України      | СТОВ «Аграрник», водій                       |
| 6                                 | Захарченко Юрій Пантелеймонович | 01.11.2010            | середня | член Соціалістичної партії України      | ВОХР, стрілець                               |
| 7                                 | Катеруша Оксана Вікторівна      | 01.11.2010            | вища    | член Соціалістичної партії України      | СБК, завідувачка                             |
| 9                                 | Філімонов Михайло Юрійович      | 01.11.2010            | вища    | член Соціалістичної партії України      | СТОВ «Аграрник», охоронник                   |
| 12                                | Нікуліна Тетяна Костянтинівна   | 01.11.2010            | середня | член Соціалістичної партії України      | тимчасово не працює                          |
| Самовисування                     |                                 |                       |         |                                         |                                              |
| 1                                 | Стрикаль Марія Богданівна       | 01.11.2010            | вища    | позапартійна                            | приватний підприємець                        |
| 5                                 | Стрикаль Анатолій Іванович      | 01.11.2010            | вища    | позапартійний                           | тимчасово не працює                          |
| 10                                | Карпович Наталія Володимирівна  | 01.11.2010            | вища    | позапартійна                            | Черепинський НВК, вчитель                    |
| 14                                | Лисенко Юрій Вікторович         | 01.11.2010            | середня | позапартійний                           | приватний підприємець                        |
| 15                                | Почтар Ольга Миколаївна         | 01.11.2010            | вища    | позапартійна                            | Ресторан «Вітряк», кухар                     |
| 16                                | Гарматюк Людмила Василівна      | 01.11.2010            | вища    | позапартійна                            | приватний підприємець                        |